# Asparagus aridicola
Asparagus aridicola — вид рослин із родини холодкових (Asparagaceae).

## Біоморфологічна характеристика
Це виткий кущ 1–3 метри заввишки. Колючки 3–8 мм завдовжки на головних гілках, під гілочками чи пучками кладодій 1–3 мм завдовжки на кінцевих гілках під квітками та кладодіями. Кладодії поодинокі чи у пучках по 2–6, сплощені, 10–30 × 1–2 мм, на верхівці гострі. Суцвіття — прості китиці 1.5–3.5 см завдовжки; квітки поодинокі чи парні; квітконіжки 3–4 мм завдовжки, зчленовані над серединою. Листочки оцвітини від білого до кремового забарвлення, 3–4 мм завдовжки. Ягода червона, куляста, 6–7 мм у діаметрі, 1–2-насінна.

## Середовище проживання
Поширений і Ефіопії й Кенії.
Населяє чагарники й лісисті луки; на висотах 400–900 метрів.